# أرين
الأرين محل الاعتدال في الأشياء، وهو نقطة في الأرض يستوي معها ارتفاع القطبين، فلا يأخذ هناك الليل من النهار، ولا النهار من الليل. وقد نقل عرفا إلى محل الاعتدال مطلقا.